# Rheinbrücke Worms
Die Rheinbrücke Worms ist eine zweigleisige Eisenbahnbrücke, die als Teil der Bahnstrecke Worms–Biblis nördlich von Worms den Rhein bei Stromkilometer 445,45 überspannt. Das westliche Brückenende liegt bei Streckenkilometer 2,411. Rund zwei Kilometer südlich überspannt für den Straßenverkehr die Nibelungenbrücke den Rhein.

## Vorgeschichte
Ab 1851 gab es in Worms heftige Debatten über den Standort des Bahnhofs, als sich abzeichnete, dass die Stadt endlich einen Eisenbahnanschluss erhalten werde. Die bauausführende Hessische-Ludwigs-Eisenbahngesellschaft (HLB) favorisierte eine Streckenführung westlich der Stadt mit dem Argument: Nur diese Position ließe genügend Abstand zum Rhein, um gegebenenfalls später Platz für eine Kurve mit ausreichendem Radius zu einer Rheinbrücke zu haben. Diese mehrjährige Diskussion war eine der Ursachen, die das Bahnprojekt verzögerten: Denn ehe nicht klar war, wo der Bahnhof positioniert würde, konnte die Ludwigsbahn-Gesellschaft keine Grundstücke erwerben. Die Ludwigsbahn setzte sich letztendlich gegen anderslautende Wünsche der Stadt durch.

## Brücke von 1900

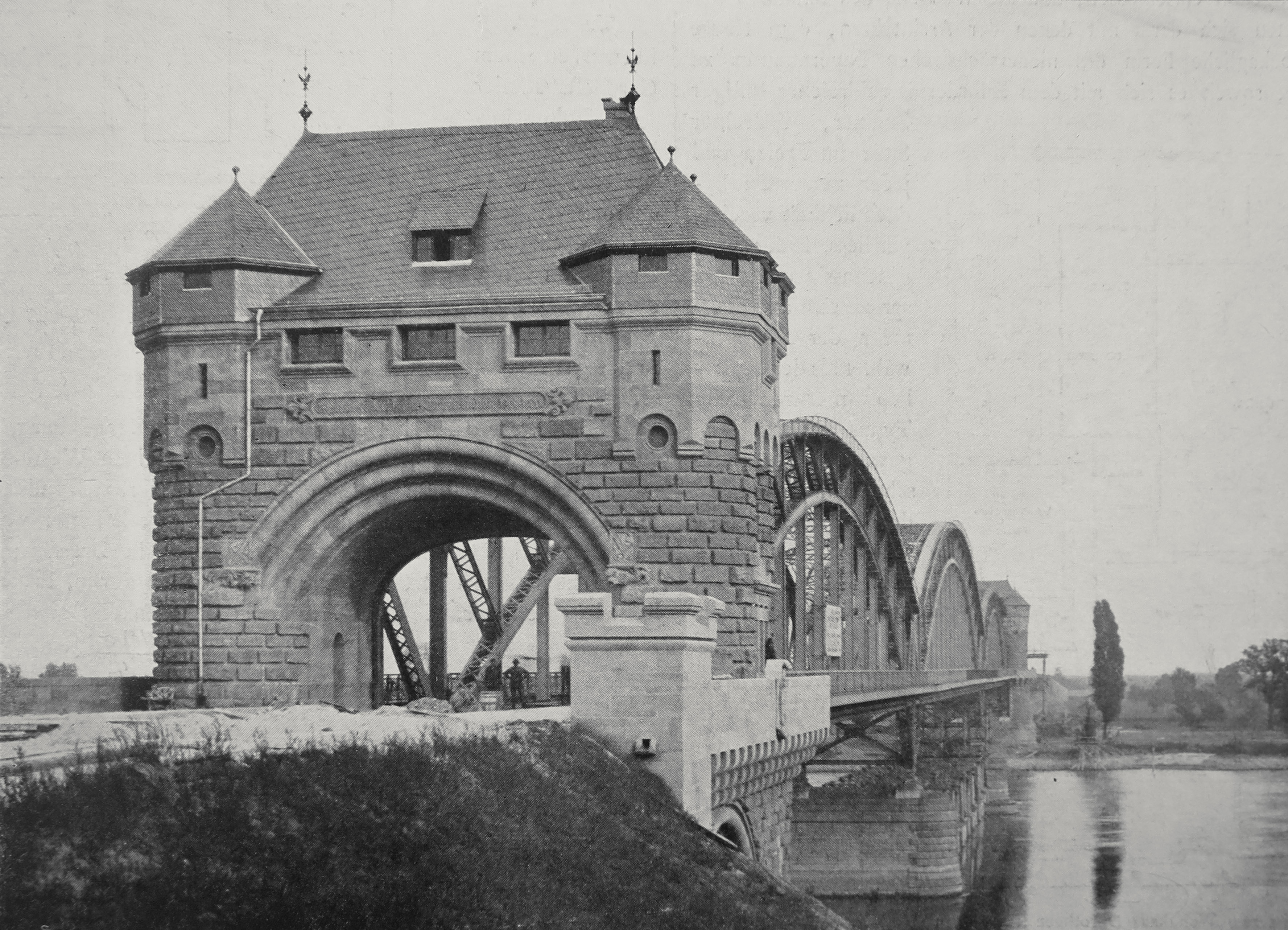
Baustellenaufnahme

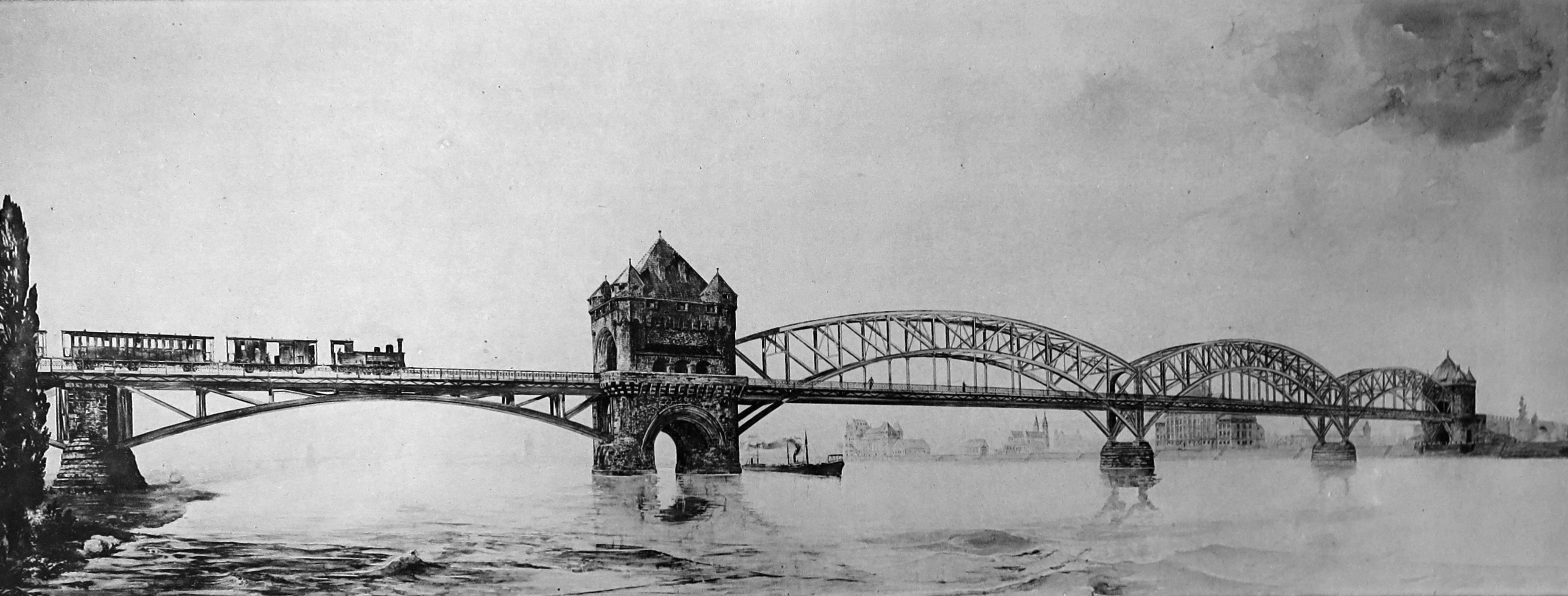
Nicht umgesetzter 2. Preis der Konkurrenz, Verfasser: MAN-Werk Gustavsburg / Grün und Bilfinger, Mannheim / Karl Hofmann

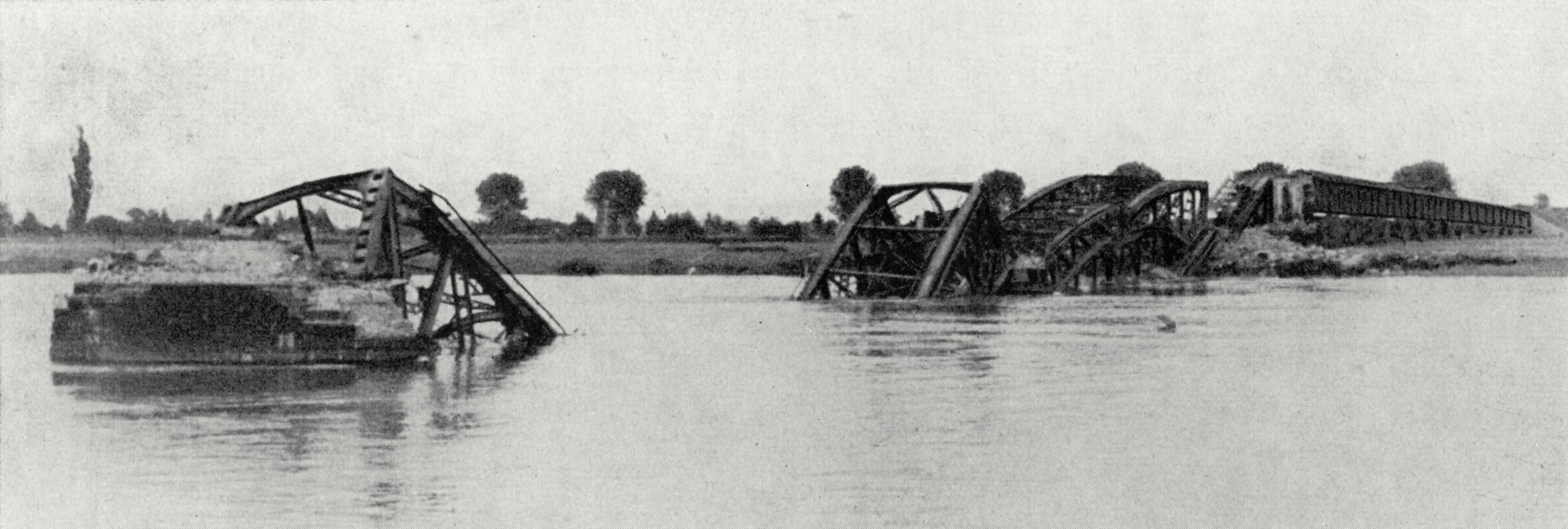
Von der Wehrmacht zerstörte Brücke 1945

1868 wurde die HLB im Rahmen der Konzession für die Bahnstrecke Darmstadt–Worms verpflichtet, eine Brücke über den Rhein zu bauen, sobald dies die finanzielle Situation gestatte. Die Verkehrsabwicklung erfolgte von 1870 bis 1901 mit dem Trajekt Worms–Rosengarten, einer Fährverbindung zwischen Worms-Hafen und dem rechtsrheinischen Bahnhof Rosengarten. In der Folge kam es zu heftigen Diskussionen, ob eine kombinierte Brücke für Straße und Eisenbahn oder zwei Brücken die bessere Lösung sei. So wurde die Rheinquerung für die Bahn zwischen dem Großherzogtum Hessen und der HLB erst im Jahr 1894 vertraglich fixiert, wobei der Staat eine finanzielle Hilfe geben musste. Dem war massive Lobbyarbeit des Wormser Industriellen Cornelius Wilhelm von Heyl vorangegangen, der zugleich Abgeordneter im Reichstag und der ersten Kammer der Hessischen Landstände war. 1896 erfolgte die erste Ausschreibung des Bauwerks, aufgrund der Verstaatlichung der Hessischen-Ludwigs-Eisenbahngesellschaft im Jahr 1897 verzögerte sich aber der Baubeginn bis 1898. Am 7. März 1898 eröffnete Oberbürgermeister Wilhelm Küchler die Bauarbeiten.
Mit der Errichtung des insgesamt 961 m langen Bauwerkes wurde die Duisburger Aktiengesellschaft für Eisenindustrie und Brückenbau vormals Johann Caspar Harkort beauftragt, deren gemeinsam mit dem Architekten Georg Frentzen erstellter Entwurf den ersten Preis in einem Wettbewerb errungen hatte. Über dem Rhein wurden drei zweigleisige, eiserne Bogen-Fachwerkträger mit Zugband und Stützweiten von 102,2 m in den Randfeldern sowie 116,8 m im mittleren Feld gebaut. Diese Konstruktionsart wurde in Deutschland erstmals bei einer Eisenbahnbrücke angewendet und kam später, wie bei der Kölner Südbrücke, noch öfter zur Ausführung. Die Strombrücke wurde durch zwei massive Tortürme eingerahmt. Die rechtsrheinische Vorlandbrücke hatte zwei eingleisige Überbauten mit je 17 Einfeldträgern und 34,5 m Stützweite. Diese wurden mit parallelgurtigen Strebefachwerkbalken und oben liegender Fahrbahn hergestellt. Die Flusspfeiler wurden auf 156 m² großen Senkkästen gegründet, die übrigen Pfeiler auf Betonfundamenten zwischen Spundwänden. Nach zwei Jahren und sechs Monaten Bauzeit konnte die Brücke am 30. November 1900 in Anwesenheit von Großherzog Ernst Ludwig eröffnet und einen Tag später in Betrieb genommen werden.
Aufgrund gestiegener Streckenlasten folgte 1931 und 1932 eine Verstärkung der Brückenüberbauten und der Einbau eines durchgehenden Schotterbetts. Gegen Ende des Zweiten Weltkriegs wurde die Rheinbrücke am 20. März 1945 gesprengt. Dabei wurden die Stromüberbauten und zwei Flutbrücken zerstört.

## Brücke von 1948

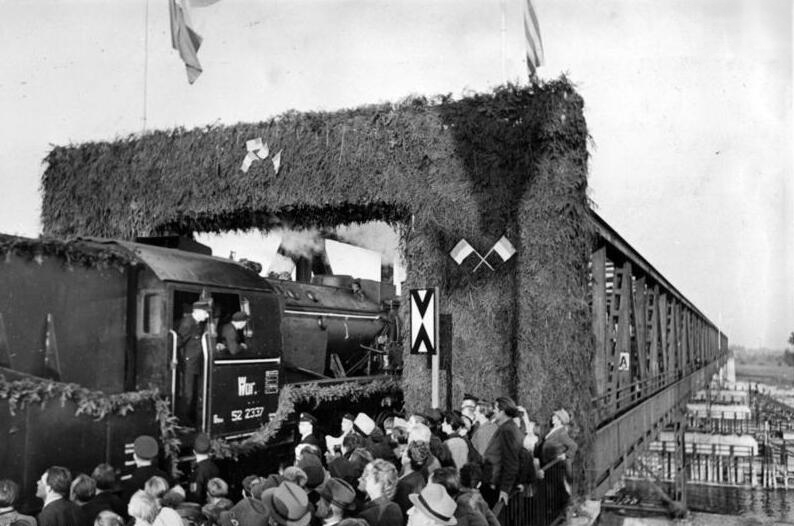
Inbetriebnahme Oktober 1948

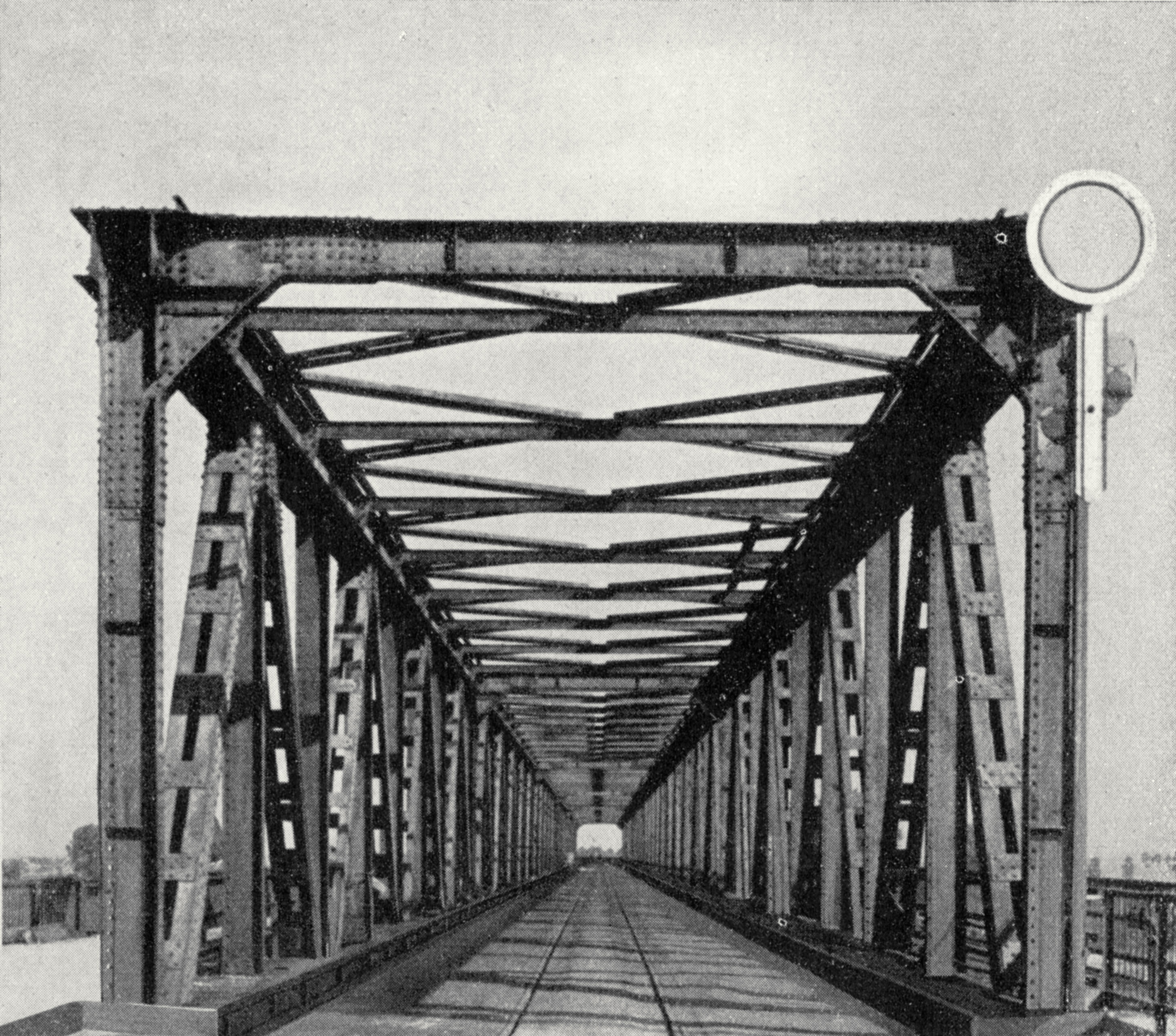
Die Brücke von 1948

Im Jahr 1946 begann auf Anweisung der französischen Militärregierung, die auch den Entwurf bereitstellte, der Bau einer Behelfsbrücke. Sie entstand parallel und 26 m stromaufwärts zur Ruine der alten Brücke und wurde als kombinierte eingleisige Eisenbahn- und Straßenbrücke errichtet. Dieses Verschwenken der Brückenachse erforderte zu den bestehenden Brückenrampen Ausschwenkungen im Bauwerk selbst, für das auch neue Strompfeiler errichtet werden mussten. Dieses Provisorium kam so teurer als die später errichtete zweigleisige Brücke von 1960. Obwohl komplett von französischer Seite errichtet, verlief die Direktionsgrenze zunächst parallel zur Grenze der Besatzungszonen in der Brückenmitte. Da die Zuständigkeit für ein „halbes Bauwerk“ in der Praxis Schwierigkeiten bereitet, wurde die Direktionsgrenze zum 1. März 1955 berichtigt und die Zuständigkeit für die Brücke komplett durch die Bundesbahndirektion Mainz übernommen.
Die Stromöffnung wurde mit sechs Feldern mit zwei Strebefachwerkträgern und untenliegender Fahrbahn überspannt. Das Randfeld am Wormser Ufer hatte eine Stützweite von 48,6 m, die restlichen fünf Felder besaßen 61,2 m Spannweite. Die Systemhöhe der beiden 7,42 m voneinander entfernten Hauptträger betrug 7,5 m. Der Überbau stand auf Fachwerkpfeilern, die über Pfahlkopfplatten und gerammte Stahlrohre die Last in den Baugrund abtrugen. Zum Verschwenken in die alte Streckentrasse musste ein Teil der Vorlandbrücke neu errichtet werden. Dies geschah mit einer achtfeldrigen Brücke bei 24,0 m Regelstützweite. Die Überbaukonstruktion bestand aus 1,7 m hohen unten liegenden Vollwandträgern. 
Das Eisenbahngleis lag in der Straße, so dass immer nur entweder Eisenbahn- oder Straßenverkehr stattfinden konnte. Geregelt wurde das vom Aufsichtsbeamten des benachbarten Haltepunkts Worms-Brücke. Die zulässige Höchstgeschwindigkeit für Züge, die die Brücke befuhren, betrug 30 km/h.
Am 15. Oktober 1948 erfolgte die Inbetriebnahme des Bauwerkes. Die Bedeutung dieses Provisoriums für den Eisenbahnverkehr war nur gering, da die Brücke tagsüber meist dem Straßenverkehr zur Verfügung stehen musste. Nach der Fertigstellung der Nibelungenbrücke im Jahr 1953 diente die Brücke nur noch dem Eisenbahnverkehr. Zum 24. September 1956 ging an der linksrheinischen (rheinland-pfälzischen) Brückenauffahrt ein zweites Gleis in Betrieb.

## Brücke von 1959
Mitte der 1950er Jahre begannen die Planungen zum endgültigen Wiederaufbau der Eisenbahnbrücke über den Rhein bei Worms. In der alten Trassenachse auf den alten Fundamenten wurde als Strombrücke eine dreifeldrige, pfostenlose Strebenfachwerkbrücke aus Stahl mit dem Durchlaufträger als Bauwerkssystem in Längsrichtung errichtet. Die Stützweiten der 327,1 m langen Konstruktion betragen in den Randfeldern 104,4 m und im Mittelfeld 118,3 m. Das Fachwerk weist parallele Gurte mit einer Systemhöhe von 9,0 m und einer unten liegenden Fahrbahn auf. Die rechtsrheinische Vorlandbrücke mit 17 Öffnungen entspricht bis auf die wiederaufgebauten Teile der Vorkriegsbrücke, einer parallelgurtigen Fachwerkbalkenkonstruktion mit oben liegender Fahrbahn und Pfeilerabständen von 35,25 m.
Am 12. November 1959 ging der neue Brückenzug – zunächst eingleisig mit dem nördlichen Gleis, aber bereits elektrifiziert – in Betrieb, ab Beginn des Sommerfahrplans am 29. Mai 1960 auch das zweite, südliche Gleis.

## Rechtsrheinische Vorlandbrücke von 2012

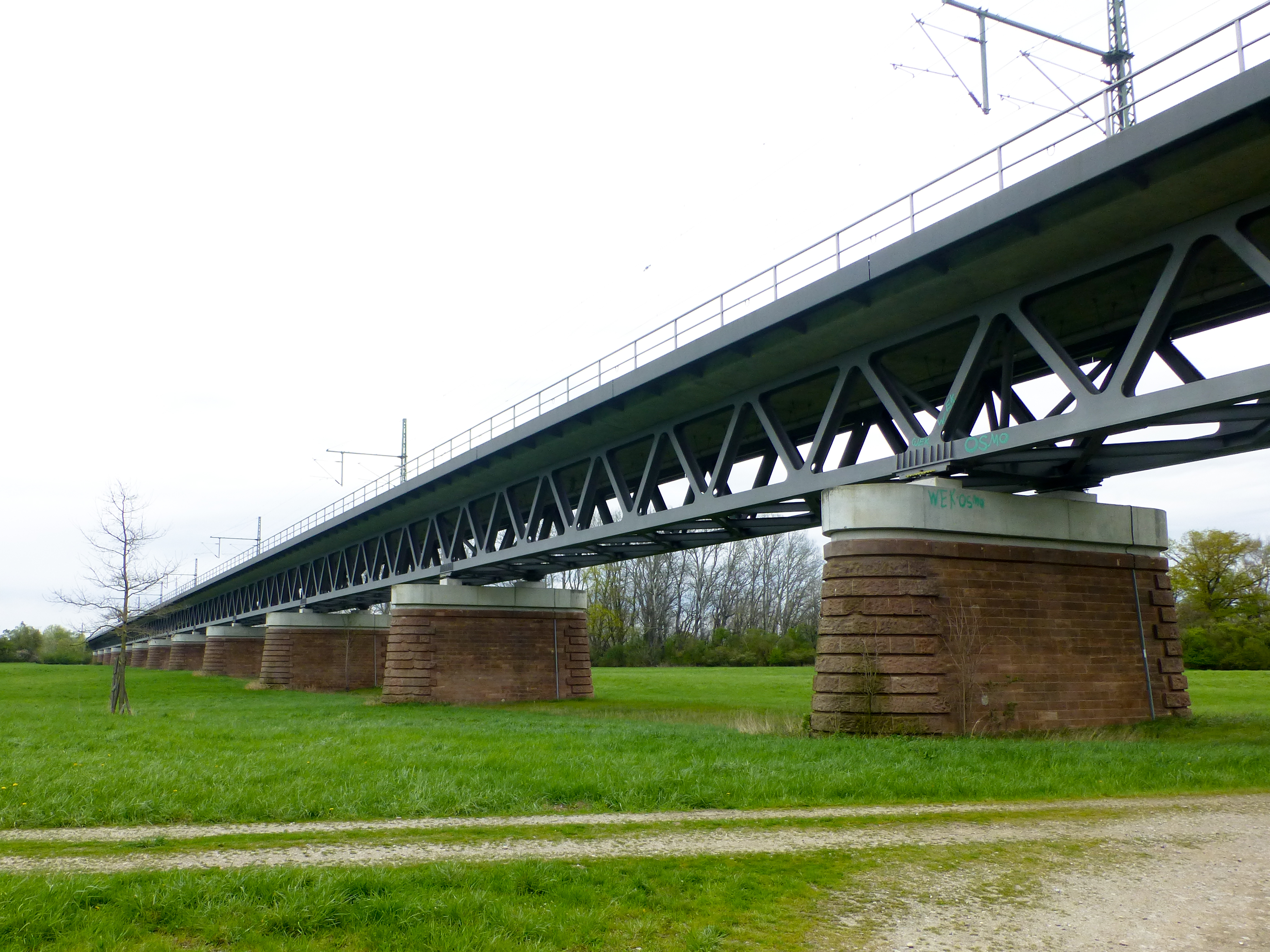
Vorlandbrücke 2023

Von 2009 bis 2012 wurden die noch größtenteils aus dem Jahr 1900 stammenden Überbauten der rechtsrheinischen Vorlandbrücke durch einen neuen Überbau mit einer Schotterfahrbahn ersetzt. Der besteht aus einer zweigleisigen Verbundkonstruktion mit zwei parallelgurtigen Diagonalfachwerkträgern aus Stahl und einer oben liegenden Fahrbahnplatte aus Stahlbeton.
Das statische System ist ein 603,7 m langer Durchlaufträger mit einer Bauhöhe von 5,0 m. Die 17 Pfeiler blieben erhalten. Das östliche Widerlager ist der neue Festpunkt der Brücke, der die Längskräfte, unter anderem aus Bremsen und Anfahren, in den Baugrund abträgt. Daher wurde es durch einen Neubau auf einer Bohrpfahlgründung ersetzt. Am westlichen, rheinseitigen Ende der Brücke liegt der Übergang auf die Rheinbrücke. Dort wurde unter jedem Gleis eine Ausgleichsplatte und im Gleis ein Schienenauszug für Längsbewegungen von maximal 700 mm angeordnet.
Um den Eisenbahnverkehr während der gesamten Bauzeit zumindest eingleisig aufrechterhalten zu können, wurde die neue Vorlandbrücke zuerst in Parallellage zur alten errichtet, einschließlich Schotter, Gleis und Oberleitung. Anschließend wurde die gesamte, 17.000 Tonnen schwere Konstruktion im Juli 2011 um einen und am 18. Januar 2012 um weitere 4,5 m eingeschoben. Ab 2. April 2012 war der Brückenzug über den Rhein wieder zweigleisig nutzbar.

## Haltepunkt „Worms Brücke“
Auf dem linksrheinischen Bahndamm, unmittelbar vor der Strombrücke, befand sich der Haltepunkt Worms Brücke. Er wurde zusammen mit der ersten Brücke am 1. Dezember 1900 in Betrieb genommen. Die Bedienung des Haltepunkts wurde zum 14. Dezember 2014 wegen zu geringer Nutzung eingestellt.